# I Never Forget a Face
I Never Forget a Face ist ein US-amerikanischer Kurzfilm von Robert Youngson, der auch das Drehbuch schrieb und als Produzent fungierte, aus dem Jahr 1956. Youngson war mit seinem Film für einen Oscar nominiert.

## Inhalt
Im Film wird ein Blick auf verschiedene Persönlichkeiten in den 1920er-Jahren geworfen, darunter Politiker und hochgestellte Persönlichkeiten:
- Hiram Johnson (1866–1945), Politiker der Republikanischen Partei und Gouverneur von Kalifornien. Johnson gehörte zu den führenden Persönlichkeiten der progressiven Bewegung der USA.
- Warren G. Harding (1865–1923), 29. Präsident der Vereinigten Staaten, zuvor einflussreicher Zeitungsverleger.
- William Jennings Bryan (1860–1925), Politiker, der als Außenminister dem Kabinett von US-Präsident Woodrow Wilson angehörte. Bryan war bekannt dafür sich gegen Kartelle und für bessere Bedingungen für Farmer einzusetzen.
- James M. Cox (1870–1957), Politiker, der 1920 Präsidentschaftskandidat der Demokraten war. Er war zudem Gouverneur des Bundesstaates Ohio.
- Franklin D. Roosevelt (1882–1945), Politiker, 32. Präsident der Vereinigten Staaten von 1933 bis zu seinem Tod 1945. Er gehörte der Demokratischen Partei an, ging als einer der prägendsten Präsidenten in die amerikanische Geschichte und gehört zu den bedeutendsten Staatsmännern des 20. Jahrhunderts.
- Calvin Coolidge (1872–1933), Politiker der Republikanischen Partei und von 1923 bis 1929 der 30. Präsident der Vereinigten Staaten.
- Grace Coolidge (1879–1957), Ehefrau von Calvin Coolidge und Frist Lady der Vereinigten Staaten von 1923 bis 1929.
- Clarence Darrow (1857–1938), Rechtsanwalt und führendes Mitglied der US-amerikanischen Bürgerrechtsorganisation American Civil Liberties Union. Er verteidigte auch John Thomas Scopes in dessen Prozess. Er zählte zu den berühmtesten amerikanischen Anwälten und Bürgerrechtlern.
- William Howard Taft (1857–1930), Jurist und Politiker der Republikanischen Partei, 27. Präsident der Vereinigten Staaten.
- Alfred E. Smith (1873–1944), Politiker und mehrmaliger Gouverneur des Bundesstaats New York, kandidierte 1928 bei der US-Präsidentenwahl für die Demokraten, konnte sich jedoch nicht gegen Herbert Hoover durchsetzen.
- Queen Victoria (1819–1901) war von 1837 bis 1901 Königin des Vereinigten Königreichs und die erste britische Monarchin, die den Titel Kaiser von Indien trug.
- Duke of Windsor Eduard VIII. (1894–1972), war von 1910 bis 1936 Prince of Wales und von Januar 1936 bis zu seiner Abdankung im Dezember desselben Jahres König des Vereinigten Königreichs und Kaiser von Indien und ab Dezember 1936 Duke of Windsor.
- Wallis Simpson, Duchess of Windsor (1896–1986), Gattin des vormaligen britischen Königs Eduard VIII. Sie war der Grund für seine Abdankung.
- König Georg VI. (1895–1952) war von 1936 bis zu seinem Tod König des Vereinigten Königreichs Großbritannien und Nordirland, Oberhaupt des Commonwealth of Nations und bis 1947 letzter Kaiser von Indien. Er war der Vater von Elisbeth II., die seine Nachfolgerin wurde.
- Elisabeth II. (1926–2022), seit 1952 Königin des Vereinigten Königreichs Staatsoberhaupt weiter Commonwealth Realms.

Entertainer:
- Al Jolson (1886–1950), Sänger und Entertainer, Erfolge am Broadway, Titelrolle im ersten abendfüllenden Tonfilm The Jazz Singer 1927. Jolson prägte zudem die amerikanische Radiolandschaft der 1930er- und 1940er-Jahre.

Schriftsteller:

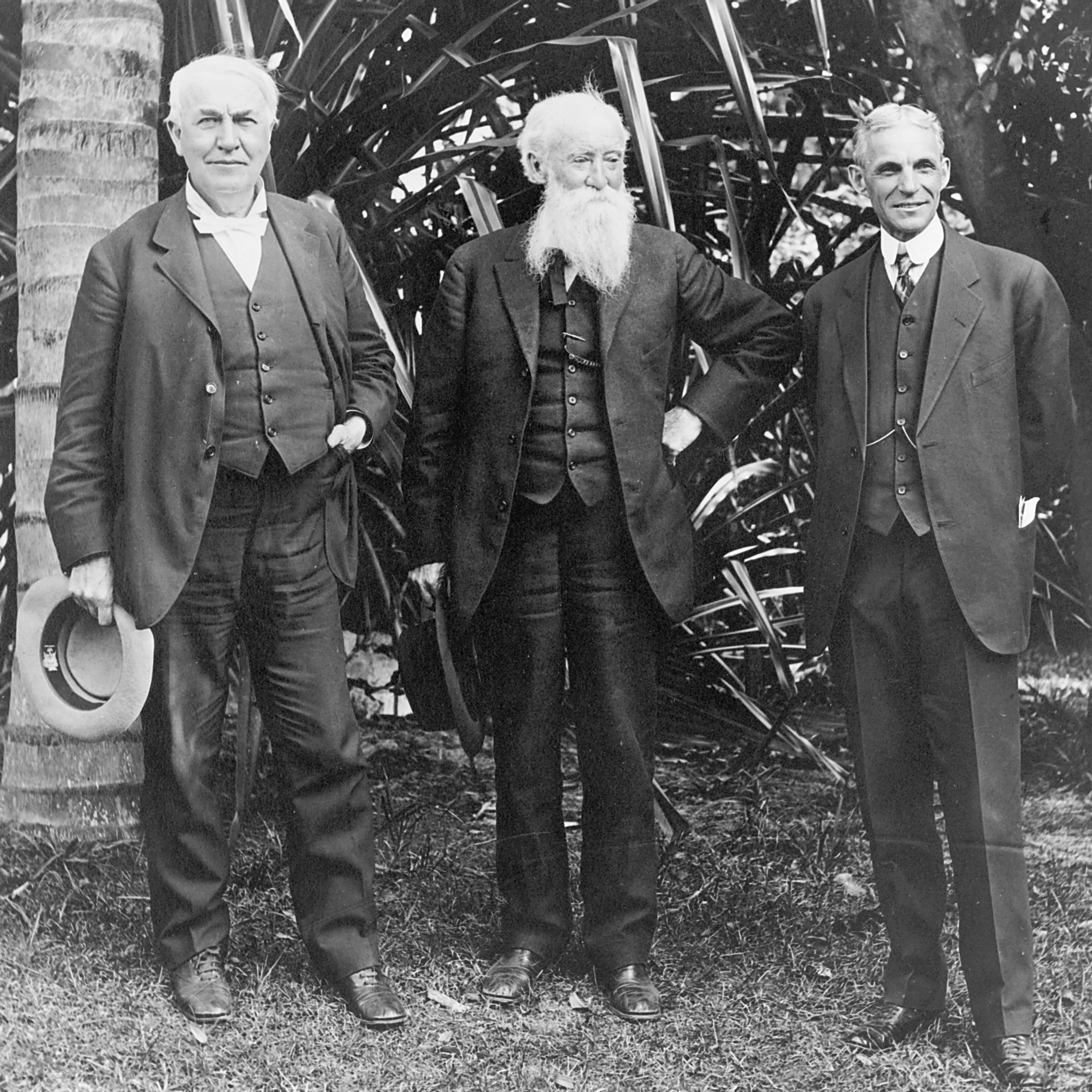
Thomas Edison, John Burroughs und Henry Ford auf Edisons Grundstück in Ft. Myers, Florida, 1914, drei der im Film Vorgestellten

- John Burroughs (1837–1921), literarischer Naturforscher, der im Genre des naturkundlichen Essays als der bedeutendste Autor nach Henry David Thoreau gilt.
- George Bernard Shaw (1856–1950), britischer Dramatiker, Politiker, Satiriker, Musikkritiker und Pazifist, der 1925 mit dem Nobelpreis für Literatur und 1939 dem Oscar für das beste adaptierte Drehbuch ausgezeichnet wurde.

Abenteurer und Erfinder:
- John D. Rockefeller (1839–1937), Unternehmer und erster Milliardär der Weltgeschichte.
- Henry Ford (1863–1947), Pionier im Automobilbau, Gründer des Automobilherstellers Ford Motor Company. Er perfektionierte konsequent die Fließbandfertigung im Automobilbau. Ford ist bis heute politisch umstritten als zeitweiliger Publizist antisemitischer Schriften mit Außenwirkung.
- Thomas Alva Edison (1847–1931), Erfinder und Unternehmer mit dem Schwerpunkt auf dem Gebiet der Elektrizität und Elektrotechnik. Die epochale Veränderung, die mit der Einführung des elektrischen Lichts einherging, ist vor allem mit seinem Namen verbunden.
- Harvey Samuel Firestone (1868–1938), Unternehmer und Gründer des Reifenherstellers Firestone Tire & Rubber Company.
- John Thomas Scopes (1900–1970), ursprünglich Lehrer, wurde in den USA 1925 bekannt durch den sogenannten „Affenprozess“, nachdem er sich über ein Verbot der Evolutionstheorie im Schulunterricht hinweggesetzt hatte.
- Richard Evelyn Byrd (1888–1957), Polarforscher und Konteradmiral.
- Charles Lindbergh (1902–1974), Pilot, Schriftsteller und Träger der Medal of Honor, dem im Mai 1927 ein Nonstopflug von New York nach Paris gelang und gleichzeitig die erste Alleinüberquerung des Atlantiks. Eine der bekanntesten Personen der Luftfahrt. Für sein Buch The Spirit of St. Louis erhielt er 1954 den Pulitzer-Preis.
- Clarence Duncan Chamberlin (1893–1976), Flieger und der erste Mensch, der einen Passagier, Charles A.Levine, an Bord hatte, als er nonstop von New York über den Atlantik nach Deutschland flog.

Der Film eröffnet mit der Präsidentschaftskampagne von Warren G. Harding von 1920 und zeigt Harding in seiner Heimatstadt in Ohio auf der Veranda. Dort tritt auch Al Jolson auf und singt vor der Menge. Weiter zeigt der Film wie Hardings Nachfolger Calvin Coolidge von den amerikanischen Ureinwohnern geehrt wird. Im Folgenden werden die weiteren oben benannten Persönlichkeiten kurz skizziert und miteinander verflochten, so wird beispielsweise auch Richard Byrd beim Training für seinen Flug über den Nordpol beobachtet und George Bernard Shaw während seines Besuchs in Amerika sowie Alfred E. Smith bei seiner Präsidentschaftskampagne im Jahr 1928.

## Produktion, Veröffentlichung
Produziert wurde der Film von der Vitaphone Company. Der vollständige Serien-Titel lautet: Warner Specials (1955–1956 season) #5: I Never Forget a Face.
Der Film wurde in den USA am 28. April 1956 erstmals veröffentlicht.

## Auszeichnung
Oscarverleihung 1957:
- Oscarnominierung für Robert Youngson in der Kategorie „Bester Kurzfilm“ (1 Filmrolle). Die Auszeichnung ging jedoch an Konstantin Kalser und seinen Film Crashing the Water Barrier über den (gelungenen) Versuch, einen Geschwindigkeitsweltrekord auf dem Wasser aufzustellen.[1]